# 홍숙 (1464년)
홍숙(1464년 ~ 1538년)은 조선 중기의 문신이다. 본관은 남양, 자는 순보, 시호는 장희이며 중종 때 예조판서, 이조판서와 좌찬성 등을 지냈다.

## 생애
연산군 때 문과에 급제하여 검열, 정언을 지내고 홍문관수찬을 지냈다. 그러다가 다시 사간원정언을 거쳐서 신창현감으로 외직에 나갔다가 봉상부정을 거쳐 내의원부제조가 되었다. 중종반정 이후에는 좌승지가 되었고 도승지로 영전해서 참찬관을 겸했다. 이후 호조참판으로 승진한 뒤 전라도관찰사로 외직에 나갔다가 예조참판으로 다시 내직에 돌아와서 이후 대사헌, 병조참판, 공조참판으로 특진관을 겸했고 경기도관찰사를 하다가 형조판서로 승진하여 정경의 반열에 올랐다. 그 후에 예조판서, 우참찬을 한 뒤에 경상도관찰사를 하다가 호조판서로 내직에 돌아왔다. 이후 우참찬, 지중추부사로 지의금부사를 겸했고 한성부판윤으로 특진관을 계속 겸했다. 이후 다시 지중추부사를 하면서 지의금부사, 양전순찰사를 겸하다가 기묘사화 당시 형조판서로 추국관을 겸했다. 이후 다시 특진관을 겸하다가 세자좌빈객도 겸했다. 그 이후 다시 대사헌을 거쳐서 예조판서가 되었고 세자빈객, 지의금부사를 계속 겸직했다. 그 후에 병조판서로 영전하였고 우찬성으로 승진하여 세자빈객, 유도대장을 계속 겸직했다. 이후 이조판서를 하다가 좌찬성이 되었다. 그 후 다시 이조판서를 하다가 좌찬성으로 다시 승진했다. 그 후 다시 한성부판윤이 되었고 예조판서, 판중추부사를 하면서 빈전도감제조로 자순대비의 장례를 감독했다. 그 후 다시 예조판서를 거쳐 호조판서 등을 했지만 김안로가 일으키고 날조한 옥사에 휘말리면서 삭탈관직 되었다. 김안로가 죽은 이후 1538년에 복관되었다.